# Simonova spominska nagrada
Simonova spominska nagrada (angleško Simon Memorial Prize) je mednarodna znanstvena nagrada za fiziko nizkih temperatur, ki jo podeljuje britanski Inštitut za fiziko (IoP). Ustanovljena je bila v čast sira Francisa Simona leta 1957. Podeljujejo jo na vsake tri leta, od leta 1959. Od leta 2005 jo podeljujejo na Mednarodni konferenci nizkih temperatur (International Low Temperature Conference). 

## Prejemniki
- 2017 Louis Taillefer
- 2014 Peter Wölfle
- 2011 Sergej Viktorovič Jordanski, Nikolaj Borisovič Kopnin
- 2008 Jasunobu Nakamura, Jaw-Shen Tsai
- 2004 Grigorij Jefimovič Volovik[4]
- 2001 Giorgio Frossati
- 1998 George R. Pickett, Anthony M. Guénault
- 1995 Aleksander Fjodorovič Andrejev
- 1992 Olivier Avenel, Eric Varoquaux
- 1989 Richard A. Webb
- 1986 Jurij Vasiljevič Šavrin
- 1983 David Olaf Edwards
- 1981 Anthony James Leggett
- 1976 David Morris Lee , Douglas Dean Osheroff , Robert Coleman Richardson
- 1973 Peter Leonidovič Kapica[5]
- 1970 Walther Meissner
- 1968 Kurt Mendelssohn
- 1965 John Charles Wheatley
- 1963 Henry Edgar Hall, William Frank Vinen
- 1961 Ilja Mihajlovič Lifšic
- 1959 Heinz London